# 白楯隊
白楯隊（はくじゅんたい、レウカスピデス、希：Λευκάσπιδες, ラテン文字転記：Leukaspides）は、ヘレニズム時代にアンティゴノス朝によって編成されたファランクス部隊の一つである。
白楯隊はスパルタ王クレオメネス3世との戦い（クレオメネス戦争）にてアンティゴノス3世によって用いられた。また、アンティゴノス朝の滅亡を決定付けた紀元前168年のピュドナの戦いの時、彼らの楯は勝利したローマの戦利品となった。